# Роман Пиварник
Роман Пиварник (словац. Roman Pivarník, нар. 17 лютого 1967, Кошиці) — словацький футболіст, що грав на позиції півзахисника. По завершенні ігрової кар'єри — тренер.

## Ігрова кар'єра
Народився 17 лютого 1967 року в місті Кошиці. Вихованець клубу «Кошице». На дорослому рівні в 1986 році його першим клубом став «Табор» з однойменного міста. Наступного року він перейшов у «Дуклу» (Банська Бистриця), в якій провів один сезон. Своєю грою за цю команду привернув увагу представників тренерського штабу столичної «Дукли», до складу якого приєднався 1988 року. Відіграв за празьку команду наступні чотири сезони своєї ігрової кар'єри. У 1990 році з «Дуклою» виграв Кубок Чехословаччини.
Протягом 1992—1994 років захищав кольори клубу «Сігма» (Оломоуць).
Влітку 1994 року уклав контракт з клубом «Рапід» (Відень), у складі якого провів наступні три роки своєї кар'єри гравця. З клубом він став володарем Кубка Австрії у 1995 році, а у сезоні 1995/96 його команда виграла чемпіонський титул та дійшла до фіналу Кубка володарів кубків, де клуб поступився 0:1 французькому «Парі Сен-Жермену». Загалом Піварнік провів 59 ігор чемпіонату за віденський «Рапід».
У липні 1997 року він став новим гравцем іншого австрійського клубу «Герасдорф», що грав у другому дивізіоні, де провів один сезон. Влітку 1998 року Пиварник поїхав до Ізраїлю і один сезон виступав за «Бней-Єгуда».
Завершив ігрову кар'єру у команді німецької Регіоналліги «Карл Цейс», за яку виступав протягом 1999—2000 років.

## Кар'єра тренера
Після завершення активної ігрової кар'єри в 2000 році Пиварник став тренером клубу другого дивізіону Чехії «Оломоуць», який він тренував з 21-го туру сезону 2000/01. Після закінчення сезону він перейшов на посаду спортивного директора, але повернувся на посаду тренера в 13-му турі сезону 2001/02. У вересні 2002 року він був найнятий іншим клубом другого дивізіону «Височина» і привів команду до сьомого місця.
У липні 2003 року Пиварник прийняв пропозицію саудівського клубу «Аль-Кадісія» (Ель-Хубар). Влітку 2004 року повернувся до Чехії і з січня 2005 року працював тренером клубу другого дивізіону «Ганацка Славія».
У січні 2006 року він перейшов у віденський «Рапід» на посаду помічника тренера Георга Целльгофера, а з 27 серпня по 4 вересня 2006 року був тимчасовим тренером після його звільнення. У грудні 2006 року Пиварник погодився припинити співпрацю з віденським «Рапідом», оскільки наступник Целлгофера, Петер Пакульт, привів із собою власний тренерський штаб.
У лютому 2007 року Роман став тренером клубу другого дивізіону Словаччини «Татран», який він вивів у вищий дивізіон у 2008 році. Він два сезони керував командою у вищому дивізіоні, але у третьому, після семи матчів чемпіонату без перемог, Пиварник за згодою сторін завершив роботу в «Татрані» наприкінці серпня 2010 року.
Влітку 2011 року Пиварник повернувся до «Височини» після восьми років, яку вивів до вищого дивізіону, але перед сезоном 2012/13 він підписав дворічний контракт із «Сігмою» (Оломоуць), який раніше шукав тренера. Він привів «Сігму» до перемоги в Суперкубку Чехії 2012 року, обігравши «Слован» (Ліберець) з рахунком 2:0 прямо на початку свого перебування в команді. Він прищепив молодому складу команди наступальну тактику, яка тривалий час діяла, але в травні 2013 року, після серії поразок, Роман був звільнений за чотири тури до закінчення чемпіонату сезону 2012/13.
5 червня 2014 року він став тренером клубу «Богеміанс 1905». Він привів команду до восьмого місця в сезоні 2014/15 і дев'ятого місця в наступному сезоні.
25 травня 2016 року він став тренером «Вікторії» (Пльзень), підписавши дворічний контракт з опцією продовження ще на рік. Пиварник не вийшов до весняної стадії Ліги Європи, через що ще до завершення сезону 2 квітня 2017 року після нічиєї 2:2 з «Тепліце» він був звільнений з посади головного тренера, хоча команда посідала 1 місце в турнірній таблиці.
У жовтні 2017 року Піварнік домовився про дворічний контракт із командою «Збройовка» (Брно). Разом з ним до «Збройовки» прибули також його помічник Томаш Труха та тренер воротарів Мартін Ваняк. За підсумками сезону 2017/18 посів з командою останнє місце і вилетів до другого дивізіону, але залишився з командою. Втім після шести турів сезону другої дивізіону сезону 2018/19, в якому «Збройовка» здобула лише 7 очок, Пиварник покинув команду.
Після раптового відходу Міхала Білека до національної збірної Казахстану, Пиварник став новим тренером «Фастава» (Злін) в січні 2019 року. Пізніше того ж сезону, за три тури до кінця чемпіонату, його було звільнено через незадовільні результати.
У липні 2021 року підписав контракт з кувейтським клубом «Ат-Тадамун» на сезон 2021/22, головним тренером команди якого був по 2022 рік.

## Титули і досягнення

### Як гравця
- Володар Кубка Чехословаччини (1):

«Дукла» (Прага): 1989/90
- Чемпіон Австрії (1):

«Рапід» (Відень): 1995/96
- Володар Кубка Австрії (1):

«Рапід» (Відень): 1994/95

### Як тренера
- Володар Суперкубка Чехії (1):

«Сігма» (Оломоуць): 2012

## Особисте життя
Роман Пиварник — син словацького спринтера Імріха Пиварника, який був семиразовим чемпіоном Словаччини в спринті на 100 і 200 метрів у 1960-х і 1970-х роках. Також племінником Романа є чехословацький футболіст Ян Пиварник, чемпіон Європи 1976 року.